# El Pozuelo
El Pozuelo är en ort i Spanien.   Den ligger i provinsen Provincia de Cuenca och regionen Kastilien-La Mancha, i den centrala delen av landet, 120 km öster om huvudstaden Madrid. El Pozuelo ligger 1 221 meter över havet och antalet invånare är 116.
Terrängen runt El Pozuelo är platt åt nordost, men åt sydväst är den kuperad.  Trakten runt El Pozuelo är nära nog obefolkad, med mindre än två invånare per kvadratkilometer. Närmaste större samhälle är Cañizares, 13,3 km sydost om El Pozuelo. 